# An Even More Perfect Union
An Even More Perfect Union – trzeci album studyjny amerykańskiej grupy heavymetalowej Icon wydany w 1987 roku przez Atlantic Records.

## Lista utworów
1. „In Your Eyes” – 3:58
2. „Local Heroes” – 4:49
3. „One Step Behind” – 4:33
4. „Walk Away” – 3:44
5. „Forever Young” – 3:51
6. „Lost Love” – 2:52
7. „Eyes of a Prisoner” – 4:33
8. „Better Left Unsaid” – 4:31
9. „Left to Be Alone” – 4:59

## Twórcy
- Jerry Harrison – śpiew
- Dan Wexler – gitara
- Tracy Wallach – gitara basowa
- Kevin Stroller – instrumenty klawiszowe
- Pat Dixon – perkusja